# کلیموفسک پلنت
کلیموفسک پلنت (روسی: Климовский специализированный патронный завод) شرکت صنایع جنگ‌افزاری روس است، که در سال ۱۹۳۶ تأسیس شد.